# Erica Chenoweth
Pour les articles homonymes, voir Chenoweth.
Erica Chenoweth, née le 22 avril 1980, est une politologue américaine, professeure à l'université Harvard.
Au sein de la communauté des chercheurs, elle est connue pour son travail sur les mouvements de résistance civile non-violents. 

## Parcours
De 2008 à 2012, Erica Chenoweth travaille à l'université Wesleyenne. De 2012 à 2018, elle est professeure à l'École des études internationales Josef Korbel de l'université de Denver. 
Depuis 2018, elle est professeure de politique publique à la John F. Kennedy School of Government et au Radcliffe Institute for Advanced Study de l'université Harvard.

## Travaux
En 2011, Maria Stephan (du département d'État des États-Unis) et Erica Chenoweth ont publié le livre Why Civil Resistance Works: The Strategic Logic of Nonviolent Conflict (« Pourquoi la résistance civile fonctionne : la logique stratégique du conflit non-violent »), qui a ensuite reçu plusieurs prix,.
Avec leur équipe de chercheurs internationaux, elles ont étudié les principales campagnes, violentes et non violentes, pour des changements gouvernementaux dans le monde au XXe siècle (entre 1900 et 2006).
Erica Chenoweth et Maria Stephan ont analysé plus de 200 révolutions violentes et plus de 100 campagnes non-violentes. Leurs résultats montrent que 26 % des révolutions violentes ont été couronnées de succès, alors que 53 % des campagnes de résistance civile non-violentes ont réussi. De plus, l’examen du changement dans la démocratie (scores Polity IV) suggère que la non-violence favorise la démocratie tandis que la violence favorise la tyrannie.
Selon les données de recherche qu'elles ont réunies, toutes les campagnes qui ont obtenu la participation active et durable d'au moins 3,5 % de la population ont réussi (et beaucoup ont réussi avec moins),,. Toutes les campagnes qui ont atteint ce seuil étaient non-violentes.
Erica Chenoweth admet que, lorsqu'elle a commencé ses recherches, elle doutait que les actions non-violentes pouvaient être plus puissantes que les conflits armés. Constatant l'absence de revue systématique, elle a effectué ces recherches et a été surprise par ses propres résultats.
Ces résultats ont influencé la stratégie du mouvement Extinction Rebellion,.

## Publications
- Erica Chenoweth et Maria Stephan, Why Civil Resistance Works: The Strategic Logic of Nonviolent Conflict, Columbia University Press, 2011  (ISBN 9780231156837).
- Maria J. Stephan et Erica Chenoweth (trad. de l'anglais par François Vinatier, préf. Jacques Semelin), Pouvoir de la non-violence : pourquoi la résistance civile est efficace, Paris, Calmann Lévy, 2021, 488 p. (ISBN 978-2-7021-6695-6 et 2-7021-6695-4, OCLC 1245350492)